# Толстоклювый ягодоед
Толстоклювый ягодоед (лат. Rhamphocharis crassirostris) — вид воробьиных птиц из семейства Melanocharitidae. Вид Rhamphocharis piperata до 2021 года считался конспецифичным с данным видом.

## Описание
Небольшая птица длиной около 14 см с прямым и тонким клювом. Оперение верхней части тела оливково-зелёного цвета с беловатыми пятнами на голове и спине. Его нижняя часть покрыта белыми и оливково-зелёными прожилками.
Питается фруктами и мелкими насекомыми.

## Распространение
Обитает на Новой Гвинее, как в Индонезии, так и в Папуа — Новой Гвинеи. Живёт в субтропических и тропических влажных горных лесах.